# Folch II de Cardona
Folch II de Cardona (prima del 1024 – 1099 circa) è stato un vescovo cattolico spagnolo, fu vescovo eletto di Urgell, dal 1092 al 1096, vescovo di Barcellona, dal 1096 e visconte reggente di Cardona, dal 1090 alla sua morte.
Zio di Ermesinda, figlia del primo Visconte di Cardona Raimondo Folco I, resse la viscontea di Cardona dal 1086 al 1099, prima assieme alla nipote, poi da solo, anche dopo che il visconte titolare, il nipote, Bernardo Amato, aveva raggiunto la maggior età.

## Origine
Folco, secondo il testamento dello zio, Eribalo I, riportato dal documento n° 160 della Colección diplomática de Sant Pere de Casserres. Volumen I (non consultato) era figlio del Visconte di Cardona, Folco I e, come ci conferma il documento n° 59 del Quan els vescontes de Barcelona eren di Guisla di Barcellona († dopo il 1041), che, secondo il documento n° 35 del Quan els vescontes de Barcelona eren era figlia del visconte di Barcellona, Geriberto e della moglie, Ermengarda di Barcellona, figlia del conte di Barcellona, Gerona, Osona e Urgell, Borrell II. 

Folco I di Cardona, secondo il documento n° 10 del Diplomatari de la vila de Cardona, anys 966-1276, datato 1005 (non consultato), era il figlio secondogenito del Visconte di Cardona, Raimondo I e della moglie, Enguncia, di cui non si conoscono gli ascendenti.

## Biografia
Nell'aprile 1036, suo zio, il Visconte di Cardona, Eribalo I, divenne vescovo di Urgell, come ci viene confermato dal documento n° 131 del Diplomatari i escrits literaris de l'abat i bisbe Oliba, in cui Eribalo viene citato come vescovo, assieme al fratello Folco (il padre di Folco), citato come visconte e alla madre (la nonna di Folco), Enguncia de Lluçà (Eriballus…episcopus…cum fratre meo Fulchone vicecomite ienetrixque nostra Enguncia vicecomitissa), del 1038.
Non si conosce la data esatta della morte di suo zio, Eribalo, ma si presume che sia morto nel 1040, anno in cui il 23 ottobre aveva fatto una donazione (Heribaldus…Urgellensis episcopus), secondo il documento n° 33 del Diplomatari de la vila de Cardona, anys 966-1276 (non consultato), dopo che il giorno prima aveva fatto testamento, designando come erede suo fratello, Raimondo Folco e citando Folco ancora minorenne (filio fratris mei Fulconis qui minor est), come riportato dal documento n° 160 della Colección diplomática de Sant Pere de Casserres. Volumen I (non consultato).

Da questo documento si suppone che, suo padre, Folco, sia premorto al fratello, Eribalo; secondo il Necrologio Sanctæ Mariæ Serratexii, il visconte, Folco (Fulco vice comes) era morto il 30 gennaio 1039 (III Kal Feb...anni Dni I.XXX.VIIII).
Folco seguì la carriera ecclesiastica; infatti, nel 1079, Folco, citato come arcidiacono, fece una donazione al monastero di Cluny, assieme al fratello, il visconte Raimondo Folco I e alla di lui moglie, Ermesinda di Girona (Raimundus Fulconis vicecomes, fraterque meus Fulco archidiaconus, Ermesindis uxor mea), come da documento n° 3541 del Recueil des chartes de l'abbaye de Cluny. Tome 4.
Nel 1083, suo fratello, Raimondo Folco fece testamento, nel quale indicava come esecutori la moglie, Ermesinda di Girona, ed il fratello, Folco (manumissores domna Hermisendis vicecomitissa coniux mea et Fulchoni archidiaconi fratris meo) e indicava come eredi il genero, Deodato, la figlia, Ermesinda, ed il nipote, Bernardo Amato (Deusdedit et coniux eius Ermesendis filia mea et nepus meus Bernardus Amati), come da documento n° 66 del Diplomatari de la vila de Cardona, anys 966-1276 (non consultato).
Raimondo Folco I morì nel 1086 vittima di un'incursione dei saraceni contro il castello di Maldà; nel documento n° 298 della Colección diplomática de Sant Pere de Casserres. Volumen I, datato 1087, (non consultato) Raimondo Folco I è citato come già defunto (defuncti vicecomitis...Reimundi Fulconis Cardonensis), e, in quello stesso anno il nipote, Bernardo Amato, viene citato col titolo di visconte (Bernardus vicecomes), come da documento n° 81 del Diplomatari de la vila de Cardona, anys 966-1276 (non consultato).
Nel 1087, Folco, citato col titolo di visconte (reggente) fece una donazione con la cognata, Ermesinda di Girona (Fulcho archilevita et vicecomes sive Ermessindis vicecomitissa) e col nipote, Bernardo Amato e la di lui moglie, Almodis di Barcelona (Bernardus vicecomes et Almodis vicecomitissa), come da documento n° 81 del Diplomatari de la vila de Cardona, anys 966-1276 (non consultato).
Nel 1092, Folco era stato eletto vescovo di Urgell ed era ancora reggente (Fulco episcopus Urgellensis idemque vicecomes Cardonensis), come ci viene riportato dal documento n° 110 del Diplomatari de la vila de Cardona, anys 966-1276 (non consultato).
Nel 1096, Folco, ancora reggente (Fulchone presul vicecomite), fece una donazione con la cognata, Ermesinda di Girona (Fulchone presul vicecomite et Ermesindis vicecomitissa mulier Raimundi Fulchoni), come da documento n° 108 del Diplomatari de la vila de Cardona, anys 966-1276 (non consultato).
Nel 1096, Folco era stato consacrato Vescovo di Barcellona (Fulcho episcopo Barchinonensis), come viene riportato nel documento n° 109 del Diplomatari de la vila de Cardona, anys 966-1276 (non consultato), come ci viene confermato dal documento n° CCCXVIII della Appendix de la Marca Hispanica sive Limes Hispanicus, datato 1098 (Fulco Dei gratia Barchinonensis episcopus et vicecomes Cardonæ).

Come vescovo consacrò la Chiesa di Sant Martí de Sorbet.
Folco diresse l'opposizione della Chiesa catalana contro il conte di Barcellona, Berengario Raimondo detto il fratricida.
Non si conosce la data esatta della morte di Folco, che avvenne molto probabilmente nel 1099.

## Discendenza
Folco non si era mai sposato e di lui non si conosce alcuna discendenza.

### Fonti primarie
- (LA)  Quan els vescontes de Barcelona eren Archiviato il 20 dicembre 2014 in Internet Archive..
- (LA)  #ES Marca Hispanica sive Limes Hispanicus.
- (ES)  #ES Diplomatari i escrits literaris de l'abat i bisbe Oliba.
- (LA)  Viage literario a las iglesias de España. Tomo 8.
- (LA)  Recueil des chartes de l'abbaye de Cluny. Tome 4.